# Mostová (přírodní rezervace)
Mostová je přírodní rezervace v katastrálním území obce Veľké Kosihy v okrese Komárno v Nitranském kraji na Slovensku. Území bylo vyhlášeno v roce 2000 a jeho rozloha je 23,55 hektaru. Předmětem ochrany je biotop vnitrozemských slanisek a slaných luk.